# Баргли
Баргли (пол. Bargły) — село в Польщі, у гміні Почесна Ченстоховського повіту Сілезького воєводства. Населення — 649 осіб (2011).
У 1975-1998 роках село належало до Ченстоховського воєводства.

## Демографія
Демографічна структура станом на 31 березня 2011 року:
|          | Загалом | Допрацездатний вік | Працездатний вік | Постпрацездатний вік |
| -------- | ------- | ------------------ | ---------------- | -------------------- |
| Чоловіки | 314     | 51                 | 237              | 26                   |
| Жінки    | 335     | 52                 | 207              | 76                   |
| Разом    | 649     | 103                | 444              | 102                  |